# Боньянко
Боньянко (итал. Bognanco) — коммуна в Италии, располагается в регионе Пьемонт, в провинции Вербано-Кузьо-Оссола.
Население составляет 264 человека (2008 г.), плотность населения составляет 5 чел./км². Занимает площадь 58 км². Почтовый индекс — 28042. Телефонный код — 0324.
Покровителем коммуны почитается святой Лаврентий, празднование 10 августа.

## Демография
Динамика населения:

## Администрация коммуны
- Официальный сайт: http://www.comune.bognanco.vb.it/ Архивная копия от 22 июля 2011 на Wayback Machine